# Fabrice Pancrate
Fabrice Pancrate (Paris, 2 de maio de 1980) é um ex-futebolista francês, que atuava como atacante. Possui também origem martinicana, embora não tivesse atuado pela seleção do departamento de ultramar.

## Carreira
Revelado no Louhans-Cuiseaux, em 1999, Pancrate jogou também por Guingamp,} Le Mans, Paris Saint-Germain, Real Betis (Espanha), Sochaux, Newcastle United (Inglaterra) e Larissa (Grécia). Em sua carreira, foi campeão da Copa da França de 2005–06 e da Supercopa nacional de 2006, ambas pelo PSG, além da EFL Championship de 2009–10. Aposentou-se em 2014, quando jogava no Nantes.

## Títulos
Paris Saint-Germain
- Copa da França: 1 (2005–06)
- Supercopa da França: 1 (2006)

Newcastle United
- EFL Championship: 1 (2009–10)

## Links
- Fabrice Pancrate - FootballDatabase.eu (em francês)